# 2-ホスホスルホ乳酸ホスファターゼ
2-ホスホスルホ乳酸ホスファターゼ(2-phosphosulfolactate phosphatase, EC 3.1.3.71)は、以下の化学反応を触媒する酵素である。
(2R)-2-ホスホ-3-スルホ乳酸 + H2O {\displaystyle \rightleftharpoons } (2R)-3-スルホ乳酸 + リン酸
この酵素は加水分解酵素のうち、特にリン酸モノエステル加水分解酵素に分類される。系統名は、(R)-2-ホスホ-3-スルホ乳酸 ホスホヒドロラーゼ((R)-2-phospho-3-sulfolactate phosphohydrolase)である。他に、ComBホスファターゼ
(ComB phosphatase)等とも呼ばれる。

## 構造
2007年末辞典で、1つの三次構造が解明されており、蛋白質構造データバンクのアセッションコードは、1VR0である。